# Щефанводски район
Щефанводски район е един от 32-та района на Молдова. Площта му е 998 квадратни километра, а населението – 62 072 души (по преброяване от май 2014 г.). Намира се в часова зона UTC+2. Пощенският му код е 242, а МПС кодът SV.